# Borgo Taccone
Borgo Taccone (nome abbreviato in Taccone) è una frazione del comune di Irsina, in provincia di Matera.

## Geografia fisica
La frazione è posta a circa 14 km a nord-ovest di Irsina, ed è distante 15 km dal comune di Genzano di Lucania (Pz). È situata ad un'altitudine di circa 252 m s.l.m.

## Storia

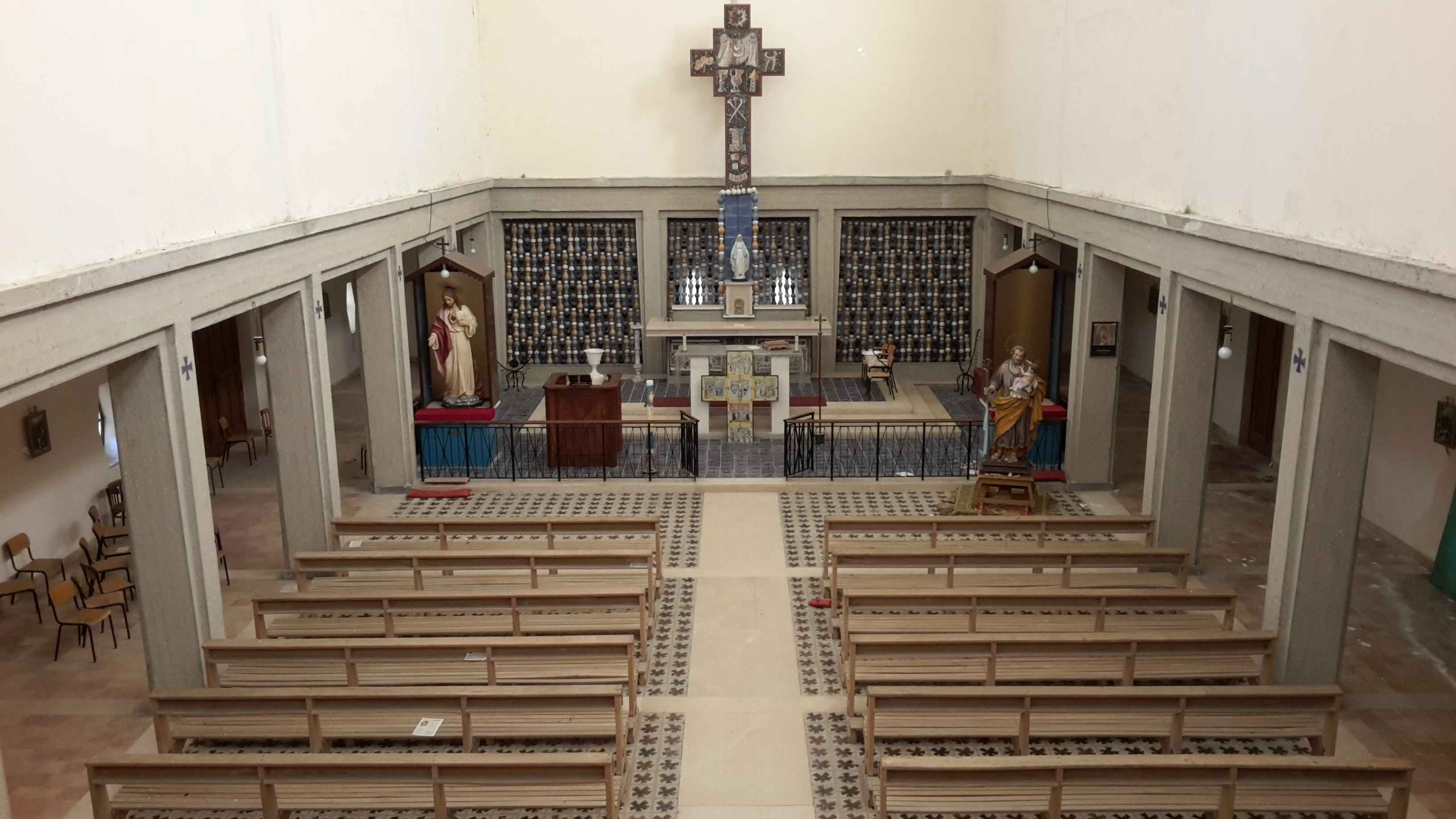
Borgo Taccone, chiesa di San Giuseppe

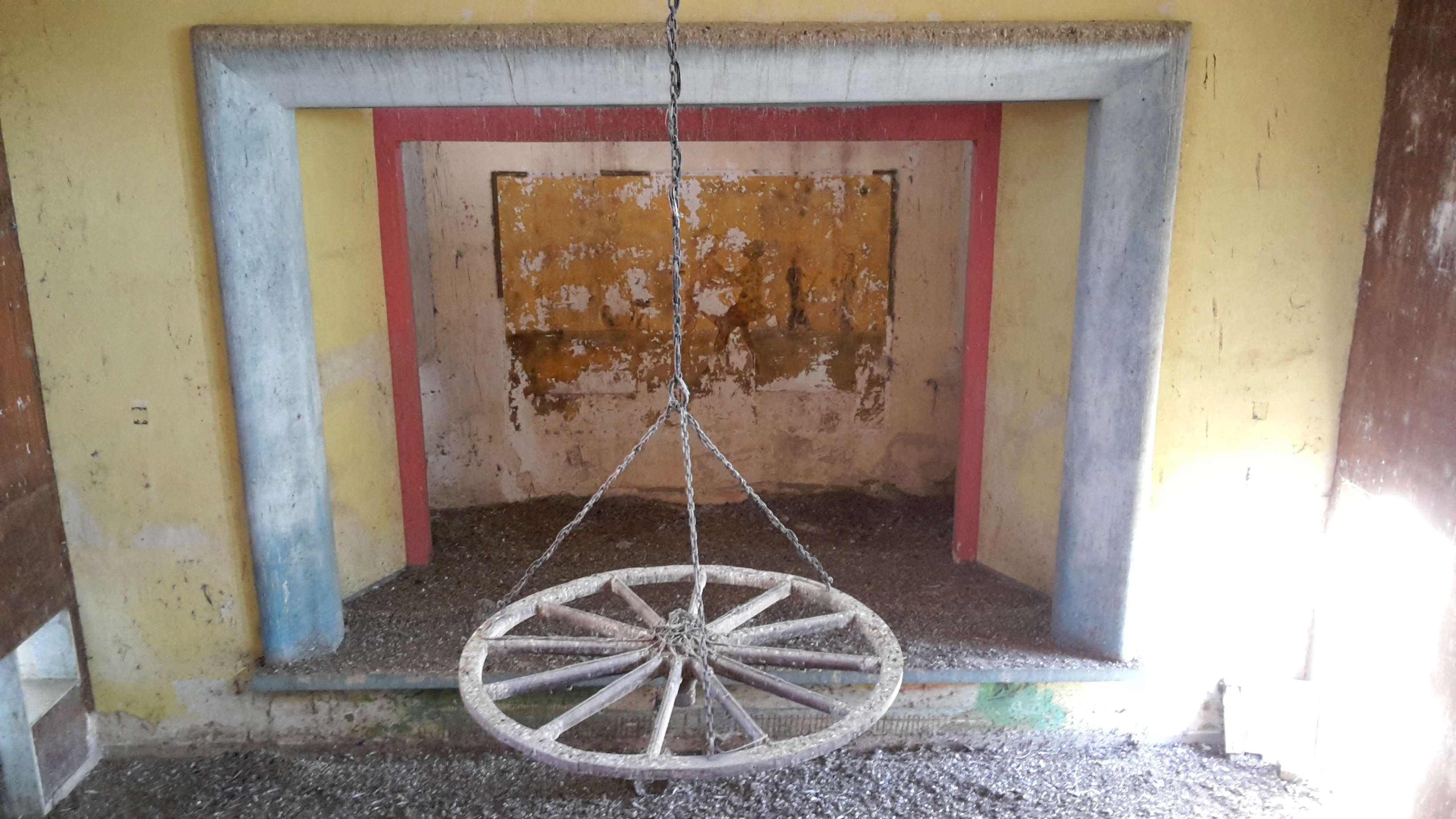
Borgo Taccone, cineteatro

La creazione di Borgo Taccone ha origine negli anni '50. In seguito alla riforma agraria, il borgo venne fondato sia come centro di servizio per le esigenze degli agricoltori residenti nelle varie case coloniche sparse nel territorio circostante sia al fine di creare un insediamento rurale vero e proprio; Borgo Taccone infatti presentava sia caratteristiche tipiche degli insediamenti agricoli sia strutture amministrative consone ad un centro residenziale. Con l'arrivo dei vari assegnatari di fondi agricoli, il borgo fu fornito di scuola elementare, ufficio postale, stazione dei carabinieri, ambulatorio e stazione ferroviaria. Dopo un primo periodo di relativa espansione demografica, negli anni '60-'70 Borgo Taccone iniziò a svuotarsi e i molti degli abitanti lasciarono le case assegnate per emigrare altrove. Ad oggi sono poche le famiglie che risiedono stabilmente nel borgo.